# Jakovany
Jakovany – wieś (obec) na Słowacji, w kraju preszowskim w powiecie Sabinov. Pierwsze wzmianki o miejscowości pochodzą z roku 1314.
Według danych z dnia 31 grudnia 2010 wieś zamieszkiwało 345 osób, w tym 167 kobiet i 178 mężczyzn.
W 2001 roku względem narodowości i przynależności etnicznej całość populacji stanowili Słowacy. Dominującym wyznaniem wśród nich (89,81%) był grekokatolicyzm natomiast 9,64% wyznawało rzymskokatolicym. We wsi znajdowało się 109 domostw.